# Château-Renault
Château-Renault là một xã trong tỉnh Indre-et-Loire, thuộc vùng hành chính Centre-Val de Loire của nước Pháp, có dân số là 5538 người (thời điểm 1999). Xã là trụ sở hành chính của tổng Château-Renault.

## Nhân khẩu học
| 1946  | 1954  | 1962  | 1968  | 1975  | 1982  | 1990  | 1999  |
| ----- | ----- | ----- | ----- | ----- | ----- | ----- | ----- |
| 4 180 | 4 035 | 4 238 | 5 125 | 6 043 | 6 121 | 5 787 | 5 538 |